# Olga Votočková-Lauermannová

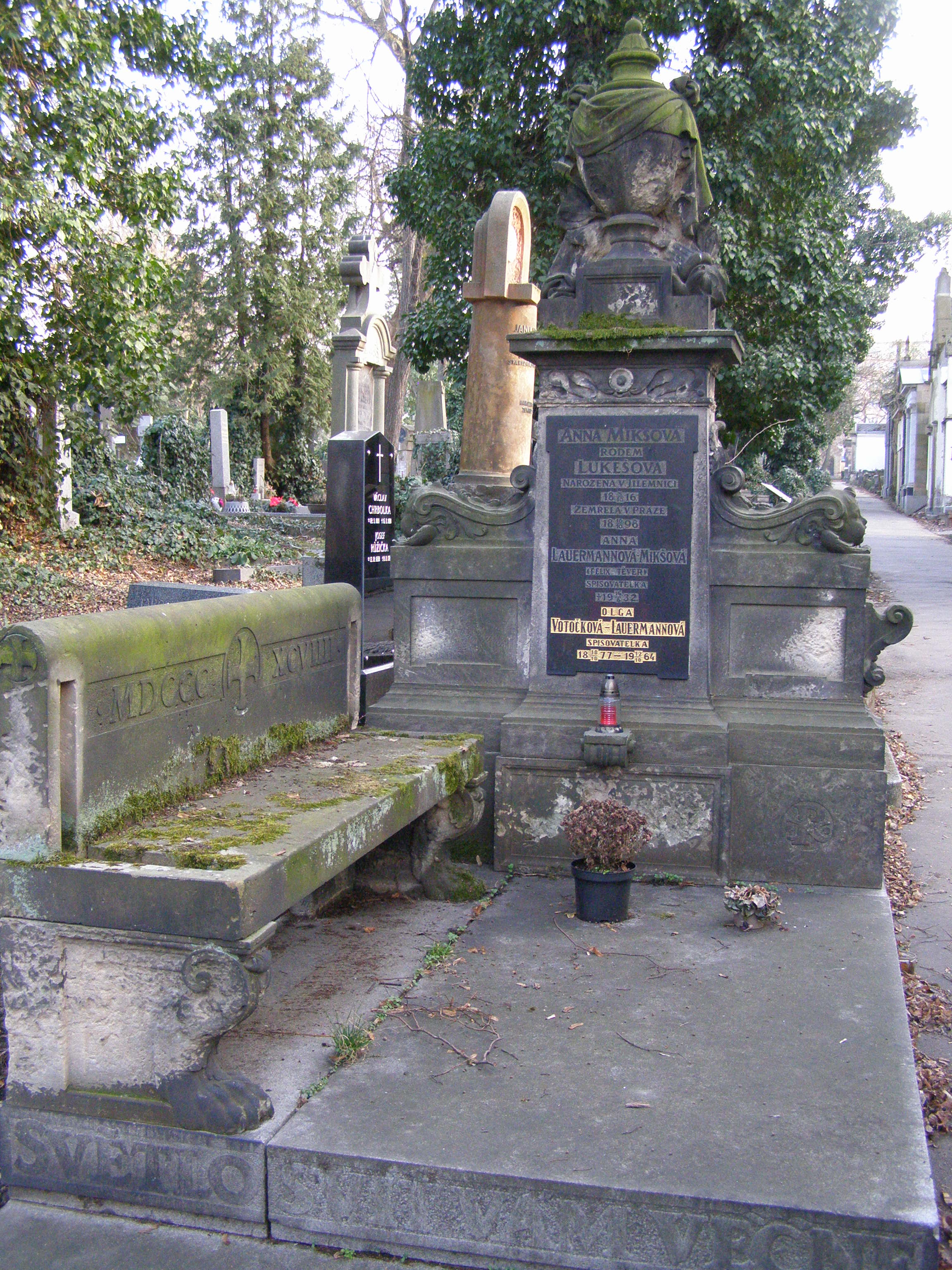
Hrobka Olgy Votočkové-Lauermannové s lavičkou na Olšanských hřbitovech

Olga Votočková-Lauermannová (10. října 1877 Praha – 12. října 1964 Praha) byla česká spisovatelka lidové četby.

## Životopis
Narodila se 10. října 1877 v domě čp.759-II (dnes Jungmannovo náměstí 759/20, Praha 1) jako dcera spisovatelky Anny Lauermannové, známé pod pseudonymem Felix Téver a veřejně činného majitele domu Josefa Lauermanna; z otcovy strany byla také pravnučkou Josefa Jungmanna. (Některé životopisy uvádějí chybně rok narození 1880.) Od roku 1886 navštěvovala obecnou školu v Římě, kde pobývala se svou matkou po dobu jejího léčení tuberkulózy plic. Zde absolvovala další soukromé studium, zejména v oboru literatury a umění. Stýkala se s umělci, kteří navštěvovali její matku, jako byli malíři Beneš Knüpfer, Emanuel Krescenc Liška, Patzka, Jan Skramlík či architekt Pokorný aj.
Do Prahy se vrátila roku 1889. 23. listopadu 1905 se v kostele Panny Marie Sněžné provdala za MUDr. Jana Otakara Votočka, bratra známého chemika Emila Votočka., s nímž měla tři děti: syna Otakara (* 1909) a dcery Jiřinu Votočkovou-Joachimovou (1907–1979), budoucí historičku umění a Olgu (* 1910–). 
Absolvovala další cesty do Německa, Francie a Itálie. Dále byla činná v oboru sociální péče, jako předsedkyně sociálního komitétu při Ústředním spolku českých žen, jenž pečoval o děti odkázané na chudinskou péči obecní a opatřovala jim výchovu v rodinách. Sama byla poručnicí deseti dětí.
Pořádala literární čaje s debatami, jichž se účastnila řada osob z českého světa literárního, uměleckého a vědeckého. Byla členkou Společenského klubu, Umělecké besedy, Společnosti Národního musea, zakladatelka Welcomeclubu, klubu pro péči o cizí hosty v Praze.
Době svého pradědečka se přiblížila v historických románech z časů obrození. Psala též povídky pro mládež a populární medailony význačných osobností národní kultury.
Zemřela roku 1964 a byla pohřbena v rodinné hrobce na Olšanských hřbitovech.

## Dílo

#### Próza
- Inčiny povídky. Praha: Jan Laichter, 1919
- Moldavit: staropražský románek podle listů rodinné kroniky. Praha: Šolc a Šimáček, 1928
- Muzika a pes pana rady a jiné povídky: [Obrázky pro dospělejší děti.] Praha: Státní nakladatelství, 1929
- Loupežník Babinský: Román. Praha: O. Votočková-Lauermannová, 1930, 1991 [il. J. A. Pacák]
- Kajetánské divadlo: román. Praha: O. Votočková-Lauermannová, 1933
- Dvě povídky ze života umělců; obrázky kreslila Božena Vejrychová-Solarová. Praha: Školní nakladatelství, 1933
- Ruce: román: příběhy z dob revolučních. Praha: A. Neubert, 1934
- Hrubián: román. Praha: A. Neubert, 1935
- Klokoty jihočeské poutní místo u Tábora a sídelní kaplan a spisovatel P. Josef Vlastimil Kamarýt. České Budějovice; Tábor: Národní katolická jednota Kamarýt, 1936
- K. H. Mácha: několik pohledů; psáno roku 1935 a 1936. Praha: A. Neubert, 1936
- Karolina Světlá: monografická studie. Praha: Ženská národní rada, 1937
- Dr. Milan Hodža: stručný přehled života a díla. Praha: O. Votočková-Lauermannová, 1938
- President Dr. Emil Hácha: poslední události: příručka pro školy a úřady. Praha: Pražská akciová tiskárna, 1939
- Magdalena Dobromila Rettigová; [ilustroval Cyril Bouda]. [S. I.]: Politika, 1940
- Korespondence – Josef Josefovič Jungmann; [k vydání připravila, poznámky a doslov napsala Olga Votočková-Lauermannová]; [předmluvu napsal Julius Dolanský]. Praha: SNKLHU, 1956